# はまちや2
はまちや2は、セキュリティエンジニア。
Webセキュリティに造詣が深く、ブロガー、ハッカー、エンジニア、WEBプロデューサーなど多くの肩書きを持ち、情報セキュリティ向上のため広い分野で活動している、日本のアルファブロガーの一人。
2005年4月にmixiで起きたぼくはまちちゃん騒動をきっかけに、クロスサイトリクエストフォージェリ攻撃とともに名が知られるようになった。
Internet Explorer、はてな、Amazon.com、Google、Twitter、Amebaなうなどの様々なWebサービスの脆弱性を見つけ、自らのブログや技術評論社などの技術系出版社の雑誌、ウェブサイト等に、主にセキュリティをテーマにした文章を発表している。
。
小飼弾は著書で、はまちや2を天野仁史とともにアルファギークの一人として取り上げている。

### インタビュー記事
- 小飼弾「小飼弾のアルファギークに逢いたい♥：#6 IT戦士 天野 仁史／こんにちはこんにちは！ Hamachiya2」（前編、中編、後編）技術評論社、2007年5月。